# Donji Andrijevci
Donji Andrijevci (Duits: Sankt Andreas) is een gemeente in de Kroatische provincie Brod-Posavina.
Donji Andrijevci telt 4393 inwoners. De oppervlakte bedraagt 57 km², de bevolkingsdichtheid is 77,1 inwoners per km².

## Galerij

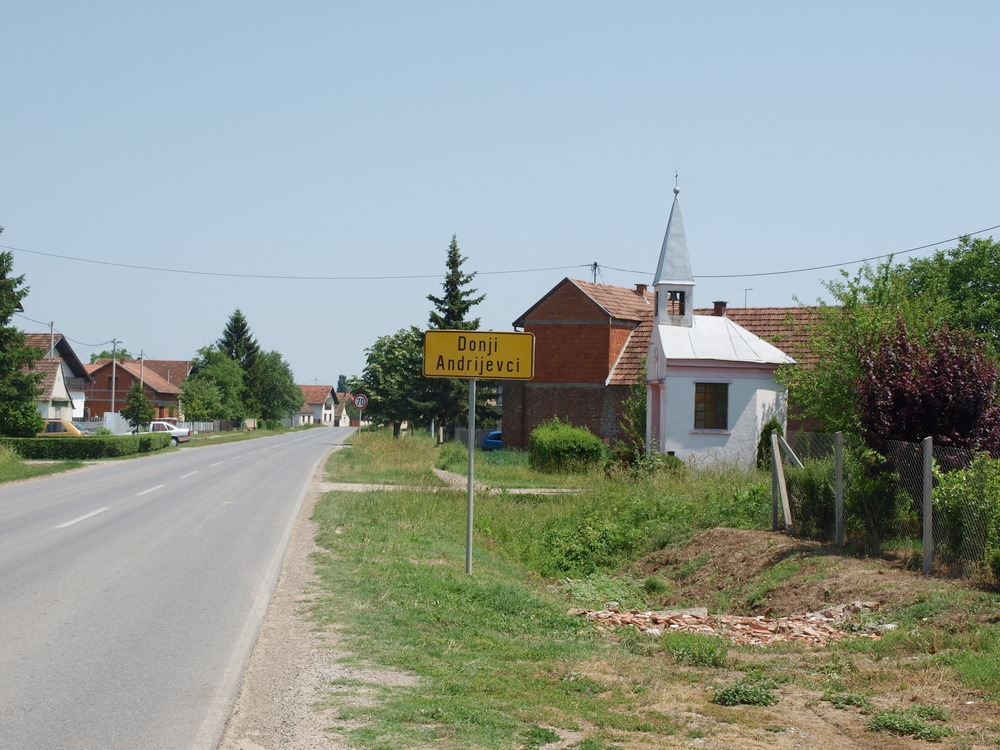
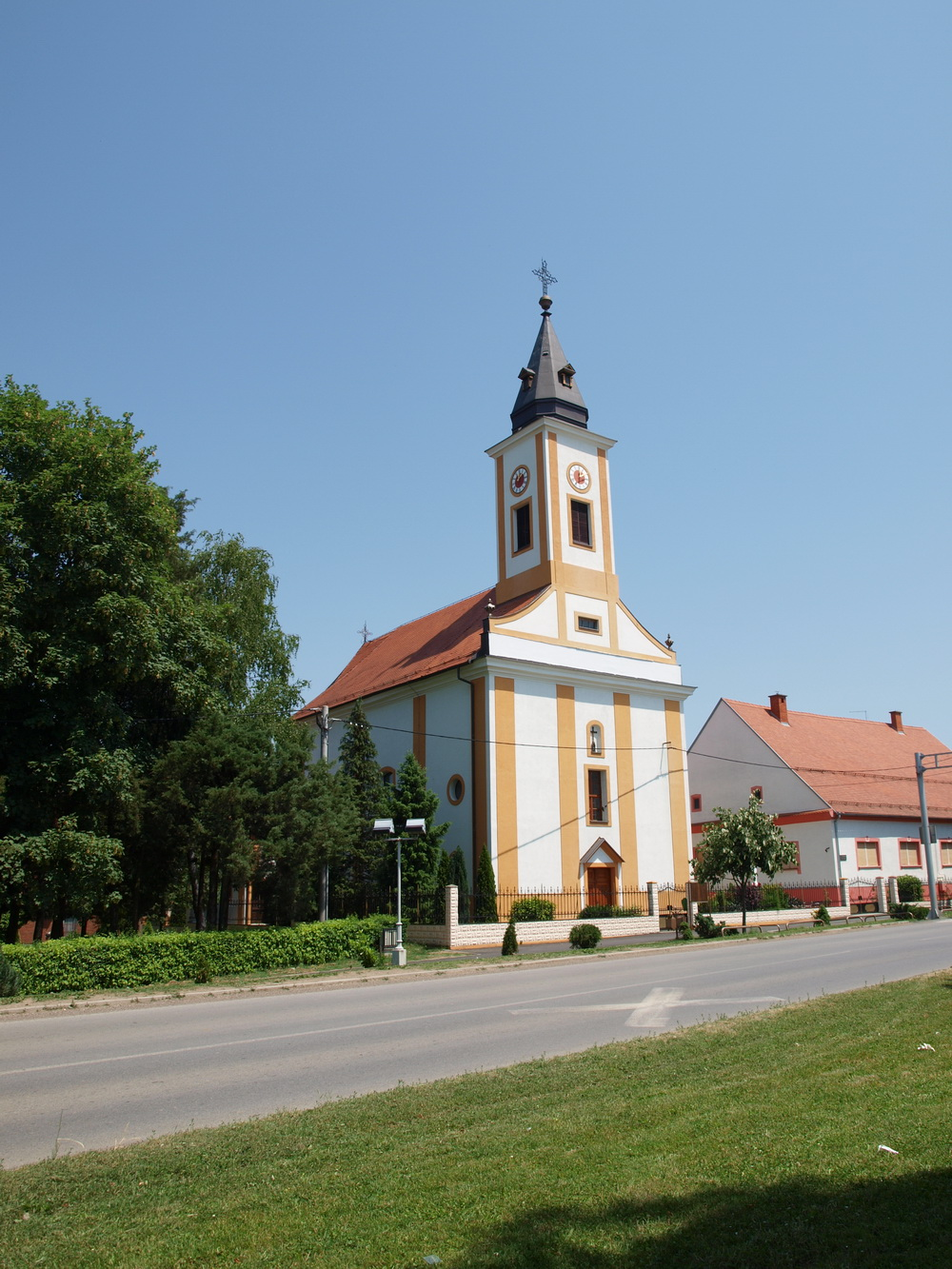
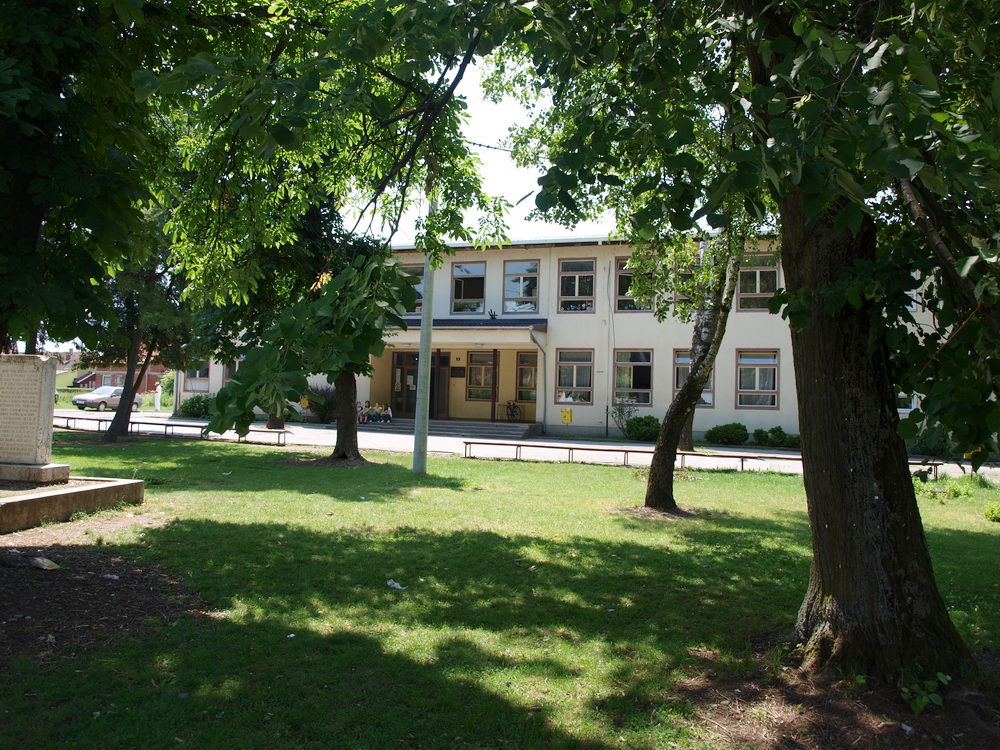

Steden (gradovi): Slavonski Brod · Nova Gradiška

Gemeenten (općine): Bebrina · Brodski Stupnik · Bukovlje · Cernik · Davor · Donji Andrijevci · Dragalić · Garčin · Gornja Vrba · Gornji Bogićevci · Gundinci · Klakar · Nova Kapela · Okučani · Oprisavci · Oriovac · Podcrkavlje · Rešetari · Sibinj · Sikirevci · Slavonski Šamac · Stara Gradiška · Staro Petrovo Selo · Velika Kopanica · Vrbje · Vrpolje